# Nossa Senhora de Fátima (Santa Maria)
Nossa Senhora de Fátima és un barri de la ciutat brasilera de Santa Maria, Rio Grande do Sul. El barri està situat al districte de Sede.

## Villas
El barri amb les següents villas: Fátima, Vila Antônio Corrêa, Vila Holtermann, Vila Militar, Vila Selmer.

## Galeria de fotos

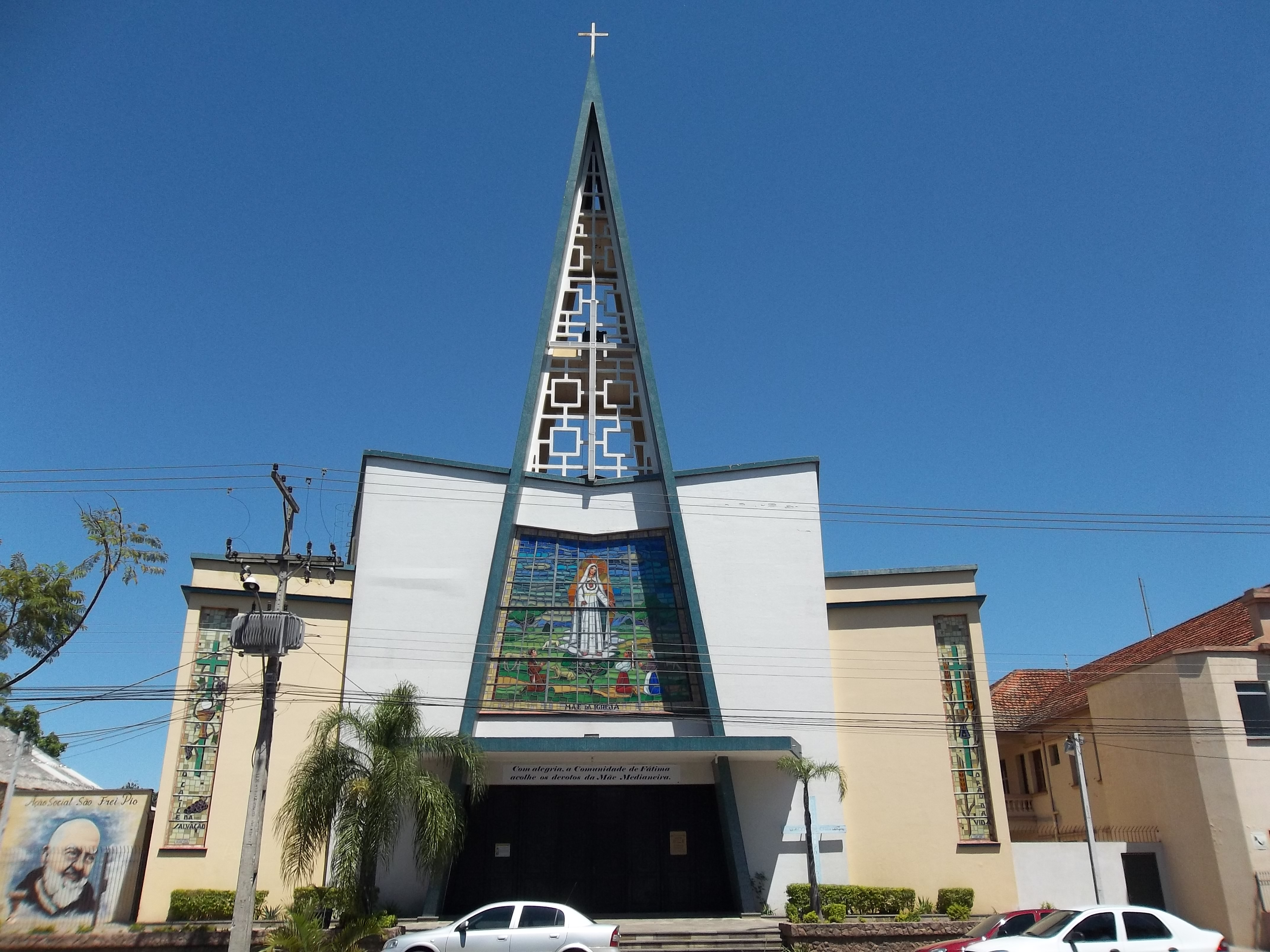
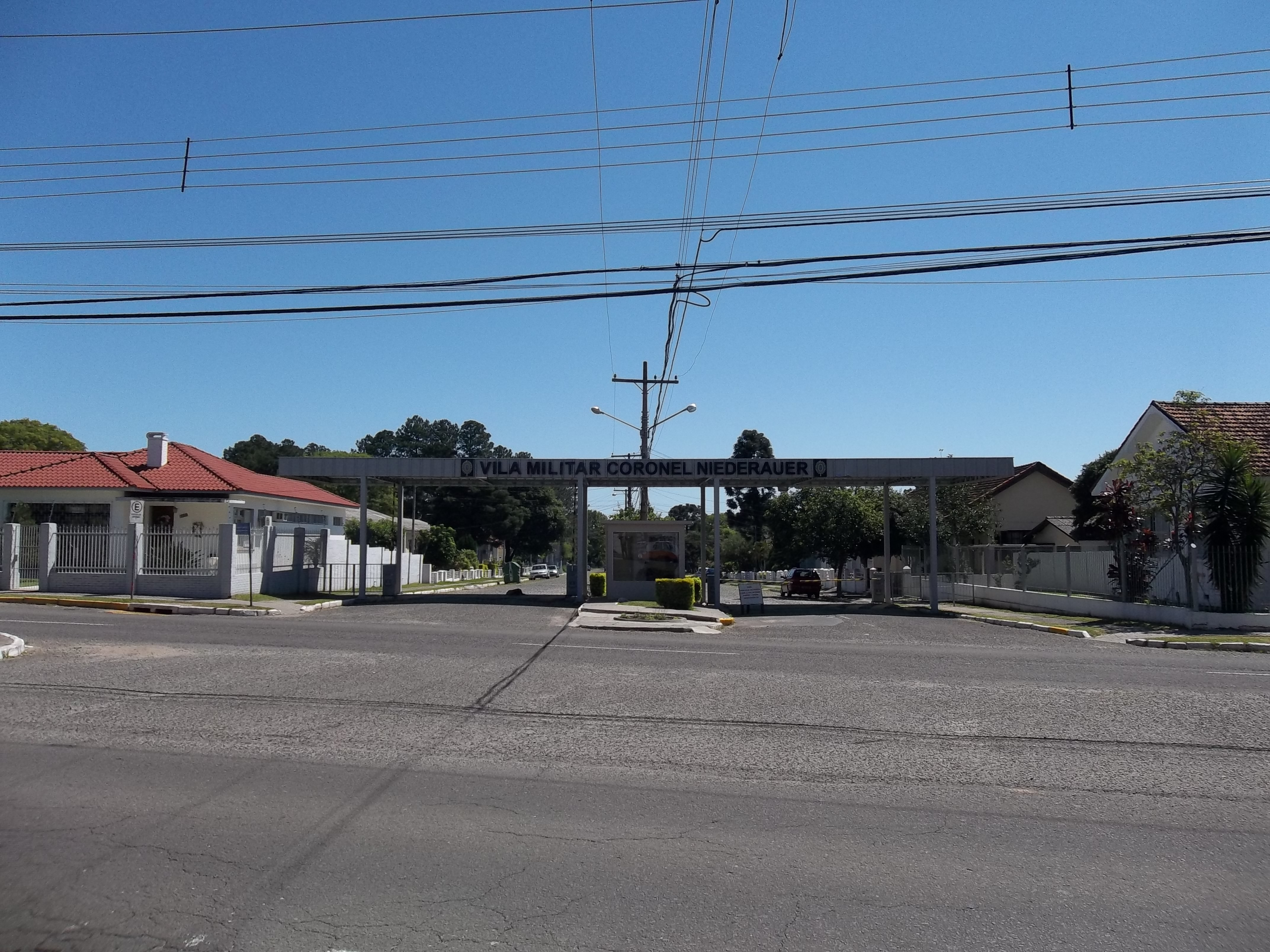
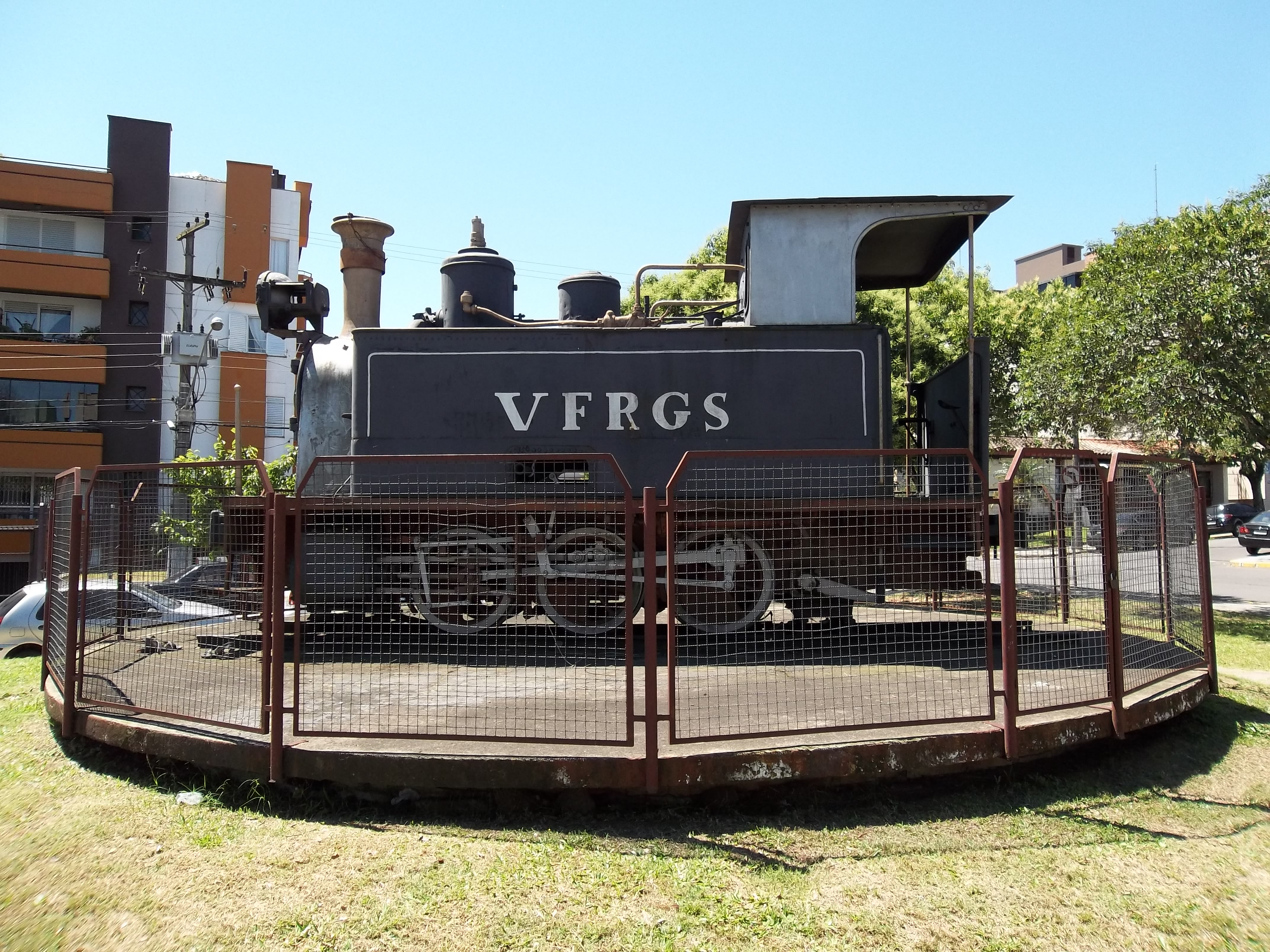
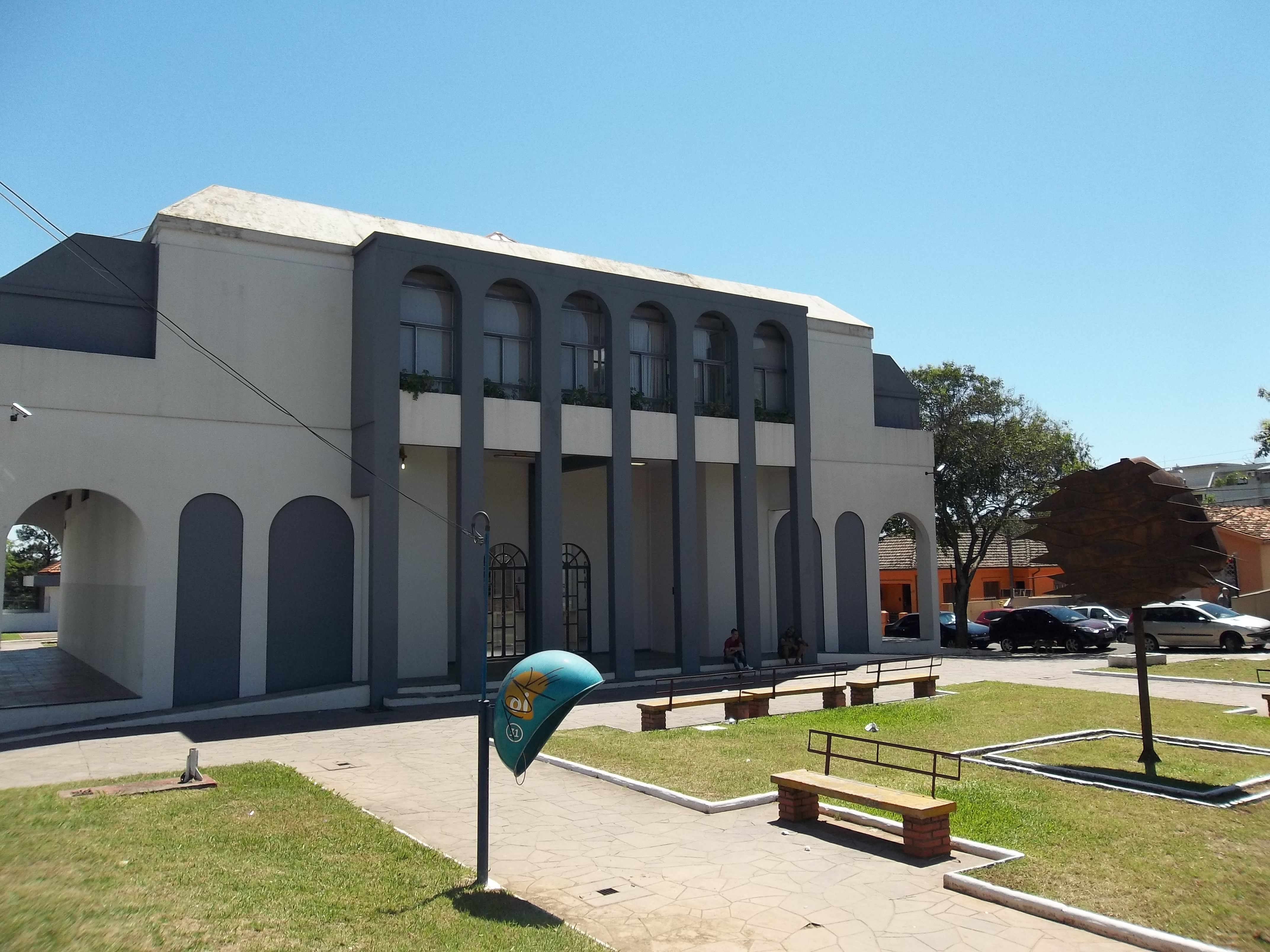

| Noal Patronato                           | Bonfim                   | Bonfim Centro                   |
| Patronato                                |                          | Centro                          |
| Duque de Caxias Nossa Senhora Medianeira | Nossa Senhora Medianeira | Centro Nossa Senhora Medianeira |